# Asola
Asola (lombardul: Àzula) település Olaszországban, Lombardia régióban, Mantova megyében. Lakosainak száma 9892 fő (2023. január 1.). Asola Acquanegra sul Chiese, Casalmoro, Casaloldo, Fiesse, Gambara, Mariana Mantovana, Piubega, Canneto sull’Oglio, Casalromano, Castel Goffredo és Remedello községekkel határos.

## Népesség
A település népességének változása:
| Lakosok száma | 10 093 | 10 069 | 9892 |
|               | 2017   | 2018   | 2023 |